# Брисање идентитета
Брисање идентитета се дефинише као „одузимање личних докумената, пасоша и других сличних докумената како би се отежао или онемогућио повратак оних који су протерани”.